# Мандала
Мандала (нагласак је на првом слогу, санск. मणडल, мандала - дослован превод „круг”) је духовни и ритуални симбол у хиндуизму и будизму који представља универзум.  У уобичајеном коришћењу „мандала” је постала генерички израз за било који дијаграм, графикон или геометријски образац који представља космос, метафизички или симболички. Основни облик већине мандала је квадрат са четири мања квадрата који садрже круг у централној тачки. Сваки квадрат је у облику слова Т. Мандале често имају радијални баланс. Појам се појављује у Ригведи као назив неких њених делова, а Ведски ритуали користе мандале као што је Наваграха мандала и дан данас. Мандале се такође користе у будизму. У разним духовним традицијама, мандале се могу користити за усмеравање пажње практичара и стручњака, као нека врста духовног водича за успостављање светог простора али и као помоћ при медитацији и транс-индукцији.

## Хиндуизам

### Религијско значење
Јантра је слична мандали, обично мања и користи ограничену палету боја. Може бити дводимензионална или тродимензионална геометријска композиција која се користи у саданама, пуџама или медитативним ритуалима, и може укључити мантру у свој дизајн. Сматра се да представљају пребивалиште божанства. Свака јантра је јединствена и позива божанство у присуство практичара кроз елабориране симболичке геометријске дизајне. Према једном научнику, „јантре функционишу као откривајући симболи космичких истина и као инструкциони графикони духовног аспекта људског искуства”. Многи посматрају јантре као централне тачке за Хинду тантричку праксу. Јантре нису репрезентације, већ су живе, искуствене, недуалне стварности.
Како Кана описује, „упркос космичким значењима, јантра је стварност која се живи. Због односа који постоји у тантрима између спољашњег света (макрокосмоса) и унутрашњег света човека (микрокосмоса), сваки симбол у Јантри је амбивалентно резонантан у унутрашњо-спољашњој синтези и повезан је са суптилним телом и аспектима људске свесности”.

### Политичко значење
Рајамандала (или Раја-мандала, круг држава) је термин који је формулисао индијски аутор Каутилија у свом политичком раду, Артхасхастра (писан између четвртог века пре нове ере и другог века пре нове ере). Она описује кругове пријатељских и непријатељских држава око краљевске државе. У историјском, друштвеном и политичком смислу, термин „мандала” се такође користи за означавање традиционалних политичких формација у југоисточној Азији (као што је федерација краљевства или вазалних држава). Западни историчари 20. века преузели су овај појам из древног индијског политичког дискурса као начин избегавања појма „држава” у конвенционалном смислу. Не само да политика Југоисточне Азије није у складу са кинеским и европским становиштем о територијално дефинисаној држави са фиксним границама и бирократским апаратом, већ су постојале значајне разлике: политика је дефинисана њеним центром, а не границама, а може бити састављена од бројних других политика са стране, без административне интеграције. Империје као што су Баган, Ајутаја, Чампа, Кмер, Сривијаја и Маџапахит су у том смислу познате као „мандала”.

## Будизам

### Вађрајана
У Вађрајани или тантричком будизму, мандале су цртане у оквиру пескарења, уметности цртања у песку. Оне су такође кључни део праксе тантричке медитације. 
Мандала у свом визуелном облику представља основну суштину Вађрајана учења. Ум је „микрокосмос који представља разне божанске моћи у универзуму”. Мандала представља природу просветљеног ума. Пример су мандале у виду свилене таписерије, проткане позлаћеним папирима, који приказују раскошне елементе попут круна и накита, што му даје тродимензионални ефекат.

### Планина Меру
Мандала такође може представљати читав универзум, који је традиционално осликан као планина Меру у виду осовине света (аксис мунди), окружена континентима. Један пример је Космолошка Мандала са планином Меру, свилена таписерија из династије Јуан која служи као дијаграм тибетанске космологије, која је дата Кини из Непала и Тибета.

### Пет Буда
Једна од познатих типова мандала је мандала "Пет Буда", архетипска форма Буде која укључује различите аспекте просветљења. Они су приказани у зависности од школе будизма, па чак и од специфичне сврхе мандале. Уобичајена мандала ове врсте је Пет мудраца. Када је упарена са другом мандалом која приказује Пет краља мудраца, онда они заједно чине Мандалу два краљевства.

### Пракса
Мандале се обично користе у тантричком будизму као помоћ при медитацији. Мандала је „подршка медитативној особи", нешто што се више пута посматра до момента засићености, тако да се слика мандале у потпуности интернализује чак и до најситнијих детаља и тада се може призивати и разматрати по вољи као јасна и живописна визуелна слика”. Са сваком мандалом долази оно што Тучи назива „повезана литургија ... садржана у текстовима познатим као тантре” дајући инструкције практичарима о начину на који се мандала треба нацртати, саградити и визуализирати, и указујући на мантре које се рецитују током ритуалне употребе. Визуализацијом, учи се да се разуме искуство као чисто, и као пребивалиште просветљења. Заштита која нам је потребна, по овом мишљењу, је из нашег сопственог ума, колико и из спољашњих конфузних извора. У многим тантричким мандалама овај аспекат одвајања и заштите из спољашњег самсарског света описују "четири спољна круга: прочишћујћа ватра мудрости, круг ваџре, круг са осам гробница и круг лотоса" .

### Шингон будизам
Једна јапанска грана будизма - Шингонски будизам - често користи мандале у својим ритуалима. Када се оснивач ове врсте будизма, Кукаи вратио са обуке у Кини, донео је две мандале, који су постале централне за Шингонске ритуале: Мандала из Краљевства Уторбе и Мандала Дијамантског Краљевства. Ове две мандале су се користиле на ритуалима иницијације за нове Шингон ученике. Главна карактеристика овог ритуала је да ученик завезаних очију баци цвет на неку од две мандале. Тамо где цвет слети одређује које божанство ученик треба да следи. Песковне мандале које постоје у тибетанском будизму се не практикују у Шингон будизму.

### Ничирен будизам
Мандала у Ничиренском будизму названа је моји-мандала (文字 曼陀羅) и представља папирни свитак или дрвену плочу чији се натпис састоји од кинеских слова и средњевековно-санскритског рукописа који представља елементе Будине просветљености, заштитних будистичких божанстава и одређених будистичких концепата. Назван Гохонзон, првобитно га је написао Нићирен, оснивач овог огранка јапанског будизма, крајем 13. века. Гохонзон је примарни објекат поштовања у неким школама а једини у другим, и оне сматрају да је то највећи предмет обожавања који представља оличење врхунског Дарме и Нићиреновог унутрашњег просветљења.

## Мезоамеричке цивилизације

### Цолкин
Мајанска цивилизација је користила мандале као начин представљања календара. По облику и функцији сличан је Калачакри (Точак времена), песковитим сликама тибетанских будиста. Цолкин точак има 260 сегмената, што је изненађујуће јер су Маје заправо препознале да календарска година траје 365 дана. Укључивање специфичног броја 260 може се, међутим, односити на циклус од 26.000 година померања равнодневнице. Ако је тако, то би указивало на изузетну свест о овим великим циклусима времена од стране ове културе. Коначно, симбол је вероватно био коришћен у ритуалне сврхе и за мерење деветомесечних интервала као што су трудноћа, затим време култивације неких усева као и за ритуале који се врше у размаку од 260 дана сваке године, на пример у пролеће и јесен.

### Сунчев камен
Сунчев камен астечке цивилизације се некад посматрао као еквивалентан календару Цолкин, али сада се сматра да је он церемонијално представљање читавог универзума као што то сматра астечка верска класа. Најраније тумачење камена односи се на његову употребу као календара. Године 1792, две године након откопавања камена, мексички антрополог Антонио де Леон Гама је написао расправу о астечком календару користећи камен као основу. Неки од кругова глифа су глифови за дане у месецу. Други аспект камена је његов верски значај. Према једној теорији лице у средишту камена представља Тонатиух, Астечко божанство сунца. Због тога је камен постао познат као „Сунчев камен”. Ричард Таунсенд је предложио другачију теорију, тврдећи да фигура у средишту камена представља земаљско божанство Мексика. Модерни археолози, попут оних из Музеја националне антропологије у Мексико Ситију, верују да је вероватније да су се примарно користили као церемонијални басен или ритуални олтар за гладијаторске жртве него као астролошка или астрономска референца. Још једна карактеристика камена је њен потенцијални географски значај. Четири тачке могу се односити на четири угла земље или кардиналне тачке. Унутрашњи кругови могу представљати простор и време.

## Хришћанство
Облици који су карактеристични за мандале, а који преовлађују у хришћанству су келтски крст, бројанице, ореол, Круна од трња, ружичасти прозори, Ружичасти крст и дроменон на поду катедрале Шартрес. Дроменон представља путовање од спољњег света до унутрашњег светог центра где се налази Божанство. Многе илуминације Хилдегарде Бингеннске могу се користити као мандале, као и многе слике езотеричног хришћанства, као и мандале у хришћанском херметизму, хришћанској алхемији и розенкројцерију. Алхемичар, математичар и астролог Џон Де је развио геометријски симбол који је назвао Сигилум Деи "печатом Бога" који је манифестовао универзални геометријски поредак који је укључивао имена арханђела, изведених из Кључа Соломона.

## Западна психологија
Према уметничком терапеуту и саветнику за ментално здравље Сузан Ф. Финчер, поновно увођење мандале у западне модернистичке мисли дугујемо Карлу Јунгу, швајцарском аналитичком психологу. У свом пионирском истраживању несвесног, кроз прављење уметности, Јунг је посматрао мотиве круга који се спонтано појављују. Цртежи круга одражавали су његово унутрашње стање у том тренутку. Познавање филозофских списа Индије подстакло је Јунга да усвоји реч „мандала” како би описао ове цртеже које су он и његови пацијенти направили. Јунг је схватио да се у моментима интензивног личног развоја појављује потреба за стварањем мандала. Њихово појављивање указује на то да се дубоко у психи дешава процес поновног успостављања баланса. Резултат процеса је сложенија и боље интегрисана личност. Стварање мандала помаже стабилизирању, интеграцији и поновном успостављању реда у унутрашњем животу.
Према психологу Давиду Фонтани, симболичка природа мандала може помоћи „да се прогресивно приступи дубљим нивоима несвесног, помажући на тај начин медитатору да доживи мистични осећај једнакости с коначним јединством из којег се космос у свим својим вишеструким облицима уздиже”.

## Археологија
Неки од већих археолошких открића у последњих неколико година које би могле да редефинишу историју Источне мисли и традиције мандале је откриће пет великих мандала у долини Манипур. Пронађена у пиринчаном пољу западно од Имфала, главног града Манипура, Макгланг геоглиф је можда највећа светска мандала саграђена само од блата. Ова локација није откривена до 2013. године, јер је његова целокупна структура могла бити видљива само путем сателитских слика Гугл Еарт-а. Читаво поље, познато под именом Биху Лоукон, сада је заштићено и проглашено историјским спомеником и локалитетом од стране владе Манипура те исте године. Ова квадратна мандала има четири сличне испупчене правоугаоне "капије" у кардиналним правцима које чувају сличне, али мање правоугаоне "капије" са леве и десне стране. У оквиру квадрата налази се осам латица цвета или звезда, које је локално становништво назвало Макланг 'Звездано утврђење' чија је укупна површина око 50.836,66 квадратних метара. Откриће осталих пет великих мандала у долини Манипур такође је учињено са Гугл Еарт-ом. Пет гигантских мандала налази се на западној обали реке Ирил.

## Архитектура
Будистичка архитектура често примењује мандалу као шематски план или пројекат за дизајнирање будистичких структура, укључујући храмски комплекс и ступе. Значајан пример мандала у архитектури је Борободур из 9. века у централној Јави, Индонезија. Изграђен је као велика ступа окружена мањим ступама које су поређане на терасама формираним као степенаста пирамида, а која гледано одозго, поприма облик џиновске тантричке будистичке мандале, истовремено представљајући будистичку космологију и природу ума.

## Наука
Циркуларни дијаграми се често користе у филогенетици, посебно за графичко представљање филогенетских односа. Еволуциона стабла често обухватају бројне врсте које су приказане на кружном стаблу, са сликама врста приказаних на периферији дрвета. Такви дијаграми названи су филогенетске мандале.

## Савремена примена
Модни дизајнер Мандали Мендрила дизајнирала је интерактивну уметничку инсталацију под називом Мандала Жеља (Blue Lotus Wish Tree) која је израђена од свиле и еколошки прихватљивог текстилног мастила, и која је приказана у Музеју уметности у Кини, Шангају у новембру 2015. године. Облик хаљине заснован је на Голока Јантра мандали, у облику лотоса са осам латица. Посетиоци су позвани да положе жељу на скулптуру хаљине, која ће бити однесена у Индију и понуђена стварном Дрвету Жеља.